# 拉亞 (約格瓦縣)

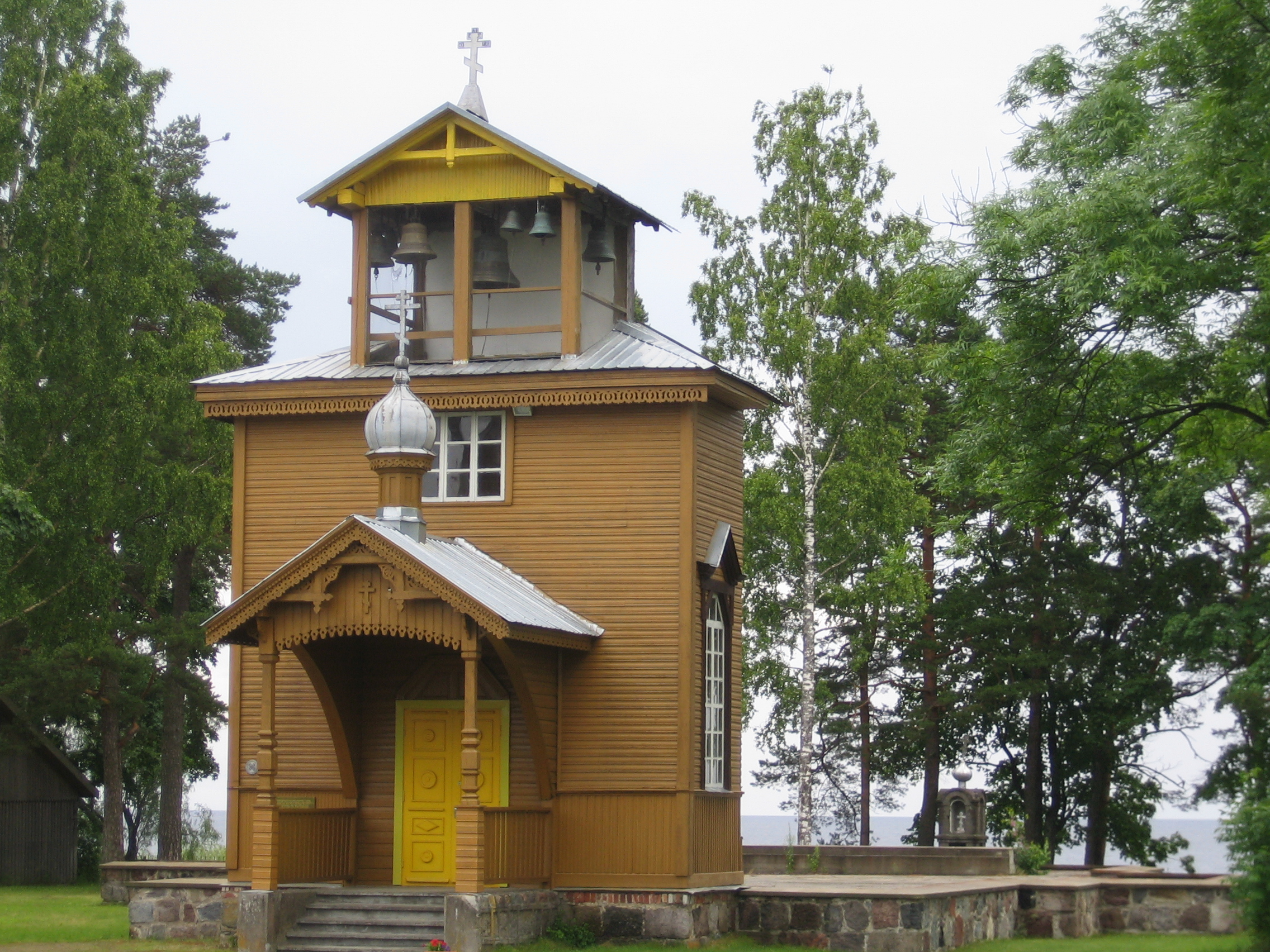
旧礼仪派教堂的钟楼

拉亞是愛沙尼亞約格瓦縣穆斯特韦市镇的村庄，位於該國東部，曾是原卡塞佩市镇的行政中心，處於佩普西湖畔，距離首都塔林140公里，海拔高度35米，2012年該村庄人口469。